# Varámin
Varámin (perzsa nyelven: ورامين, Varāmīn, Verāmin egy város, Iránban, Teherán tartományban, Varámin megyében. A 2011-es népszámláláskor 218.991 lakosa volt, a 2006-os népszámlálás alkalmával pedig népessége 208.569 fő volt 53.639 családban.

## Története

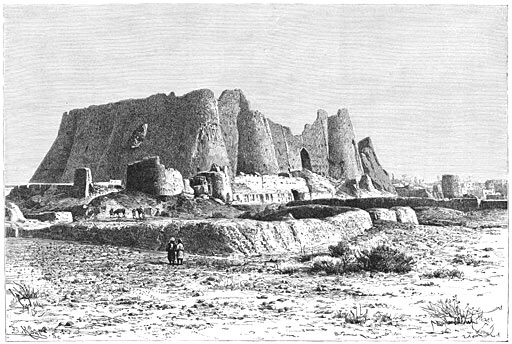
Varámin 1881-ben

Varámin (Varamin) 13. és 14. századi emlékei által érdemelte ki a turistaközpont címet.
A város 1220 körül, Rej pusztulása után lett a környék vezető városa. Toronyszerű mongol síremléke 1289 óta emlékeztet Irán "tatárjárására". Egyesek Aladdin tornyaként is emlegetik.
A Péntek dzsámi (Masdzsid-i Dzsomé) még romjaiban is híres látványos téhlaarchitekturája miatt. A dzsámit még a mongol uralom alatt, 1322-1326 között építették. Belső udvarának mind a négy oldaláról egy-egy ejván, vagyis az udvar felé nyitott, nagyméretű boltozott csarnok nyílik. Iránban ez a négyejvános udvar első példája.
Rajta kívül  a 14. századot idézi az Imamzadeh Jahja, a kedves kis mecset is. de ezenkívül több kis templomocska is hirdeti a 14. század építőkedvét, így a nyolcszögű ugyancsak 14. századi Imamzadeh Husszein sah-torony is.

## Ipara

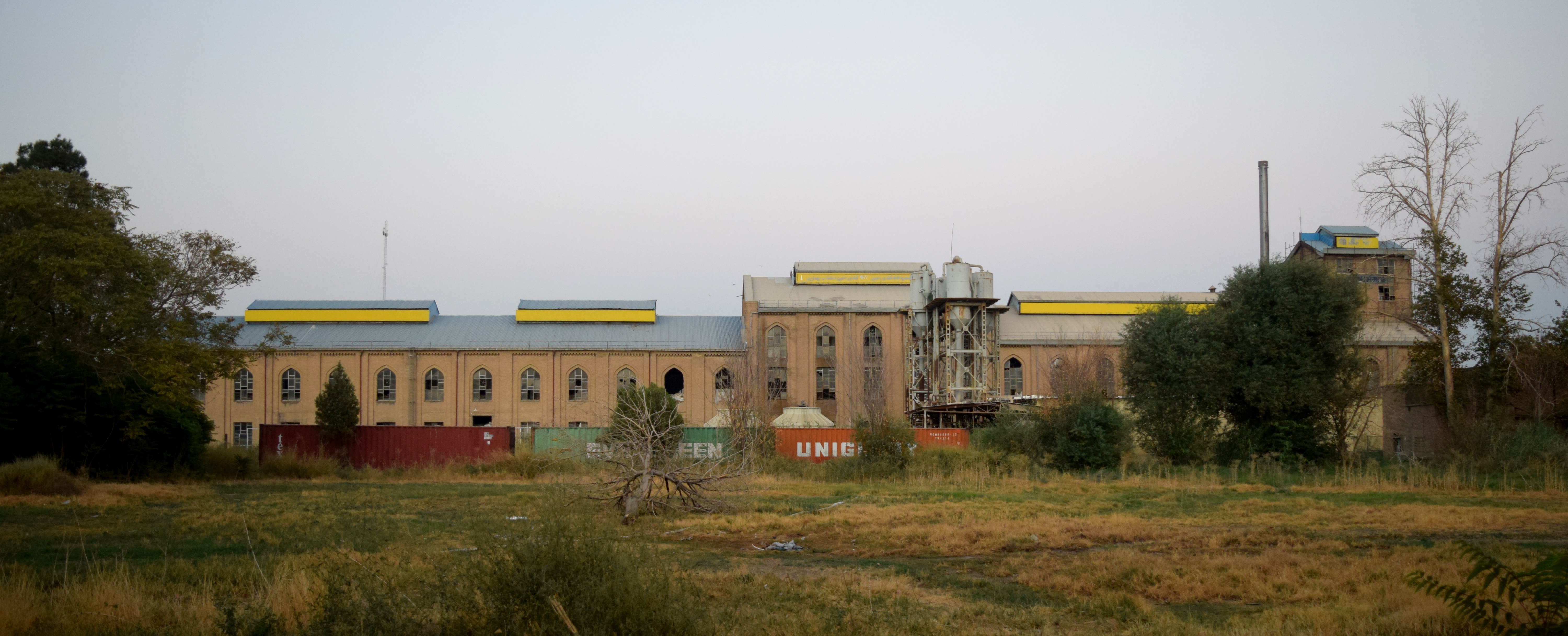
A cukorgyár épülete

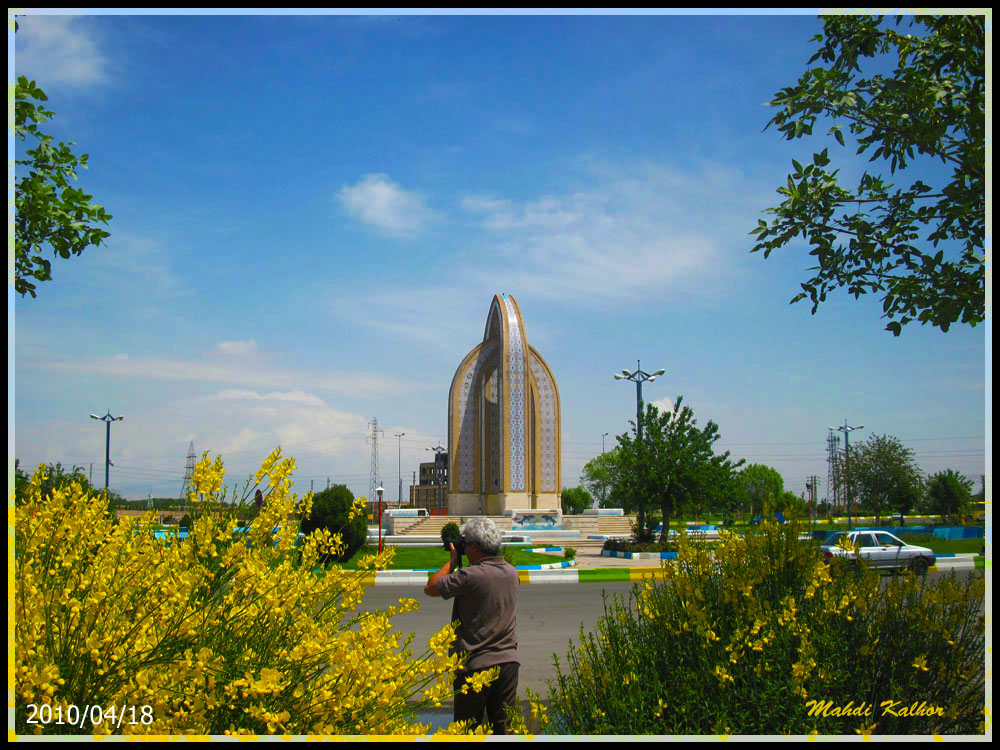

A városban működő  Nikolai Markov Cukorgyár 1934-1935-ben épült, ez volt az első cukorgyártó üzem Iránban és a Közel-Keleten.
A Varámin növényi olajgyár 1938-1939-ben épült, ugyancsak az első volt Iránban.
A városban készült szőnyegek a világ leghíresebbei közé tartoznak.

## Főiskolák és egyetemek
Az Iszlám Azad Egyetem Varámin-Pishva Branch 1985-ben alakult.

## Nevezetességek
- Péntek dzsámi (Masdzsid-i Dzsomé)

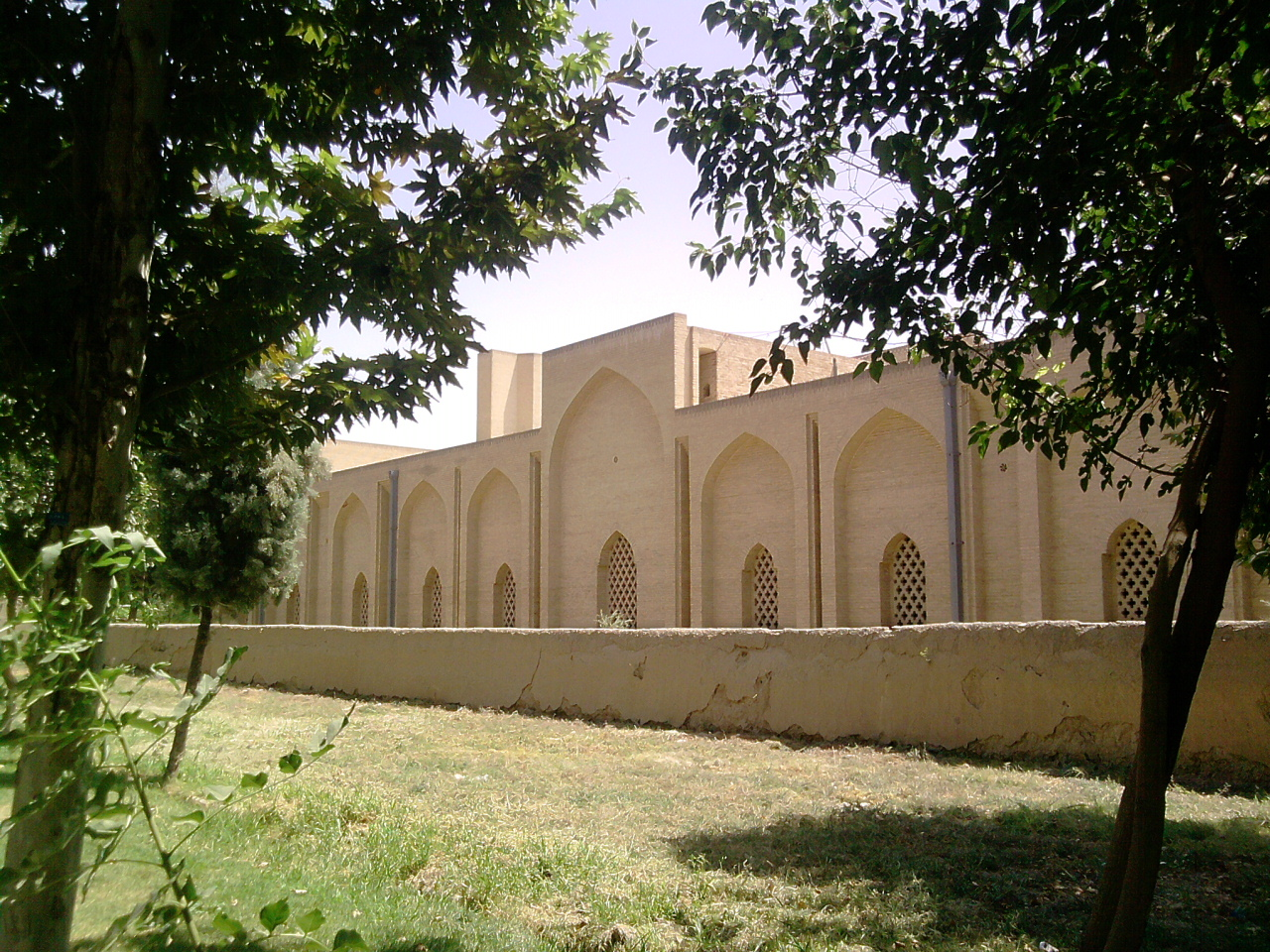

- Imamzadeh Jahya mauzóleum - a 14. századból való.
- Varamin Jameh mecset a 14. században épült és a város jelentős műemlékei közé tartozik; Ilkhanid Abu Saeed korától való.

## Galéria

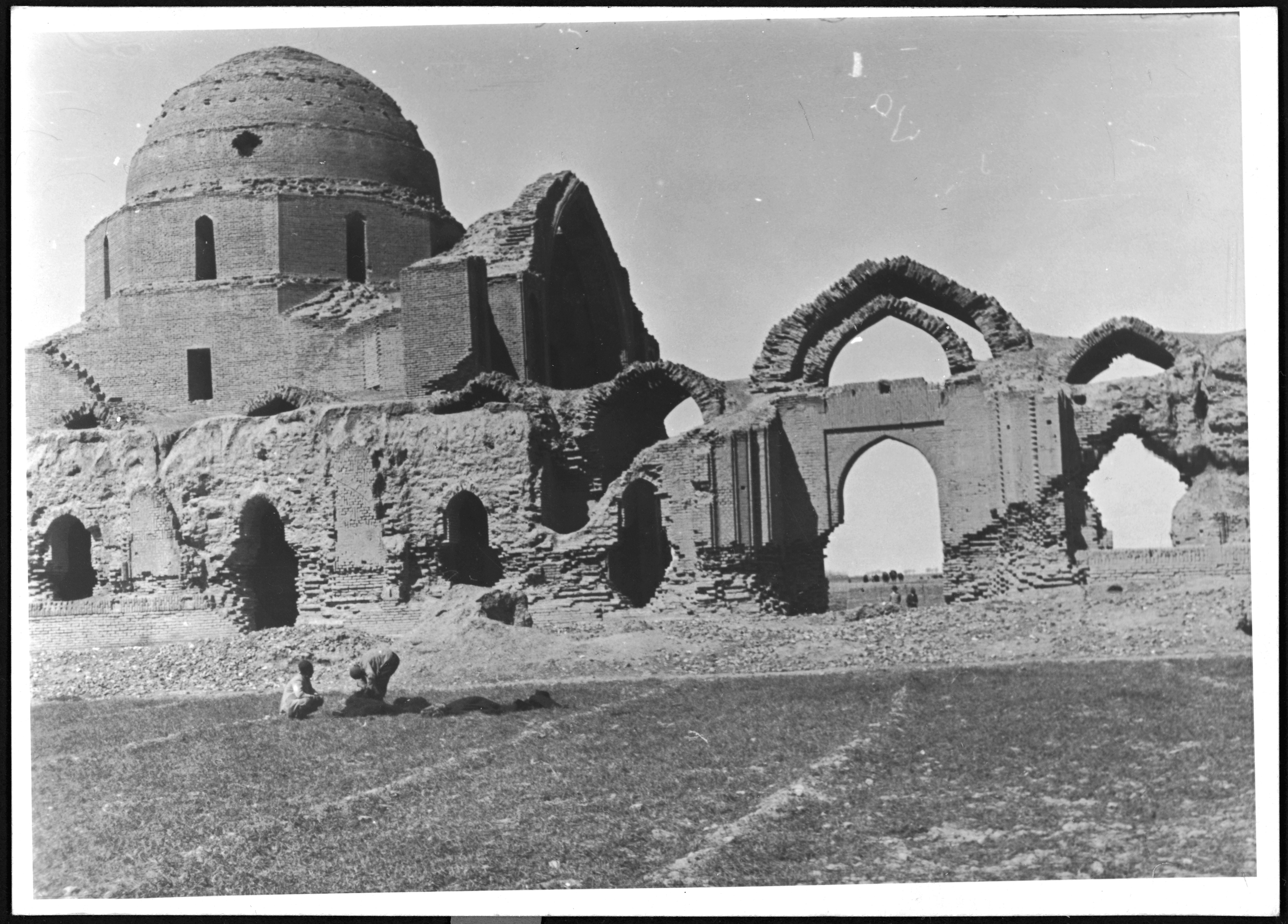
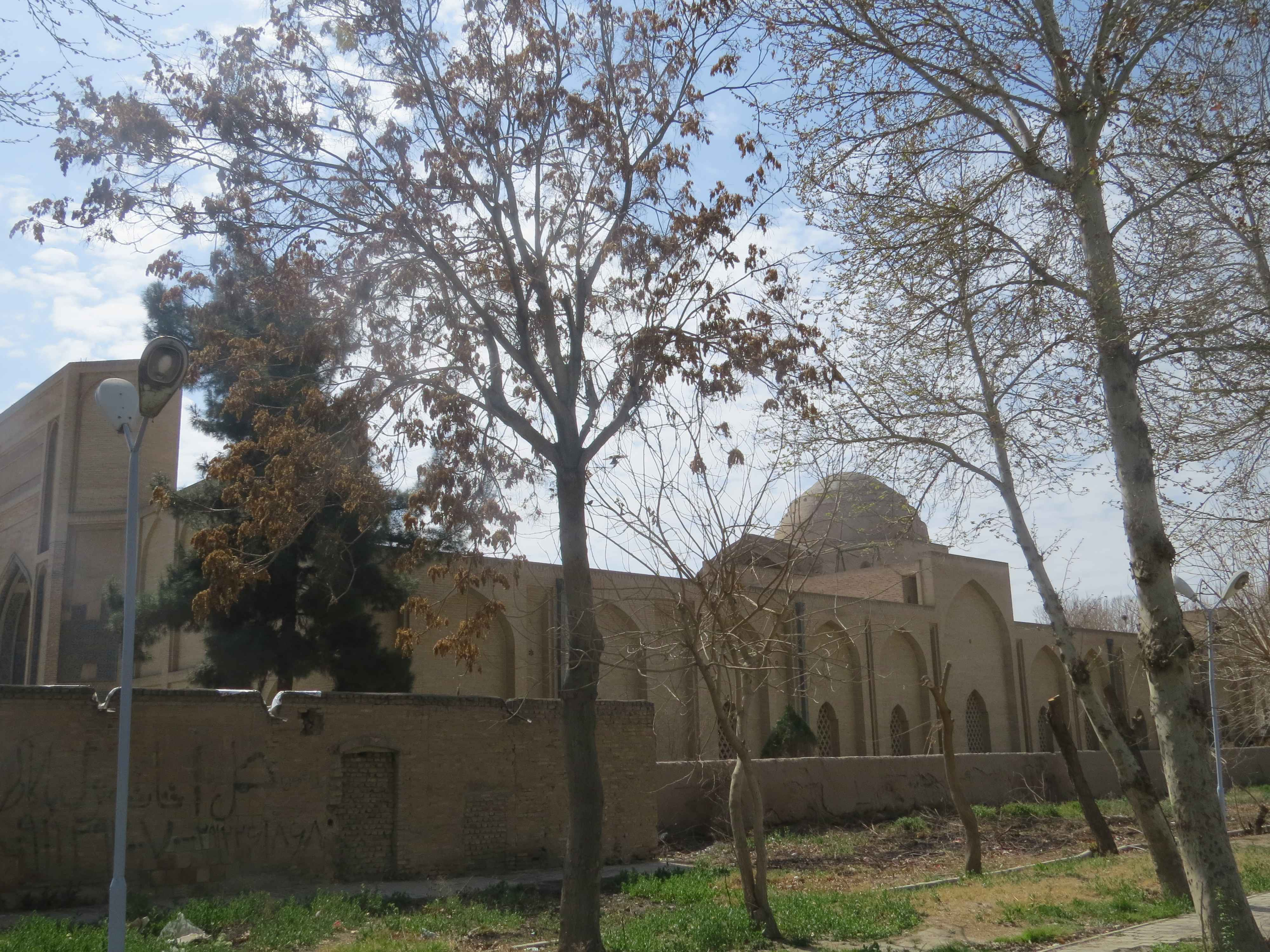
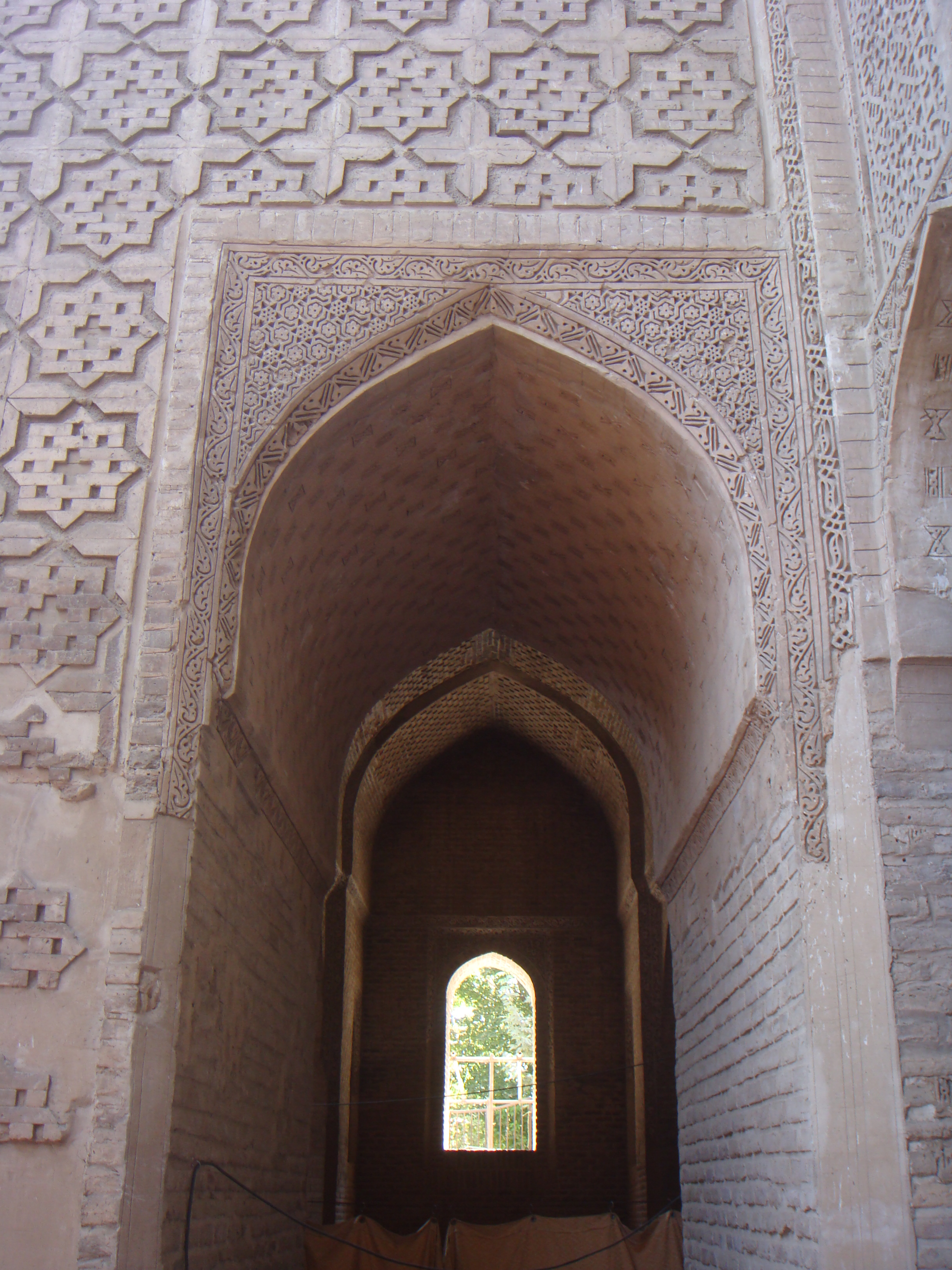
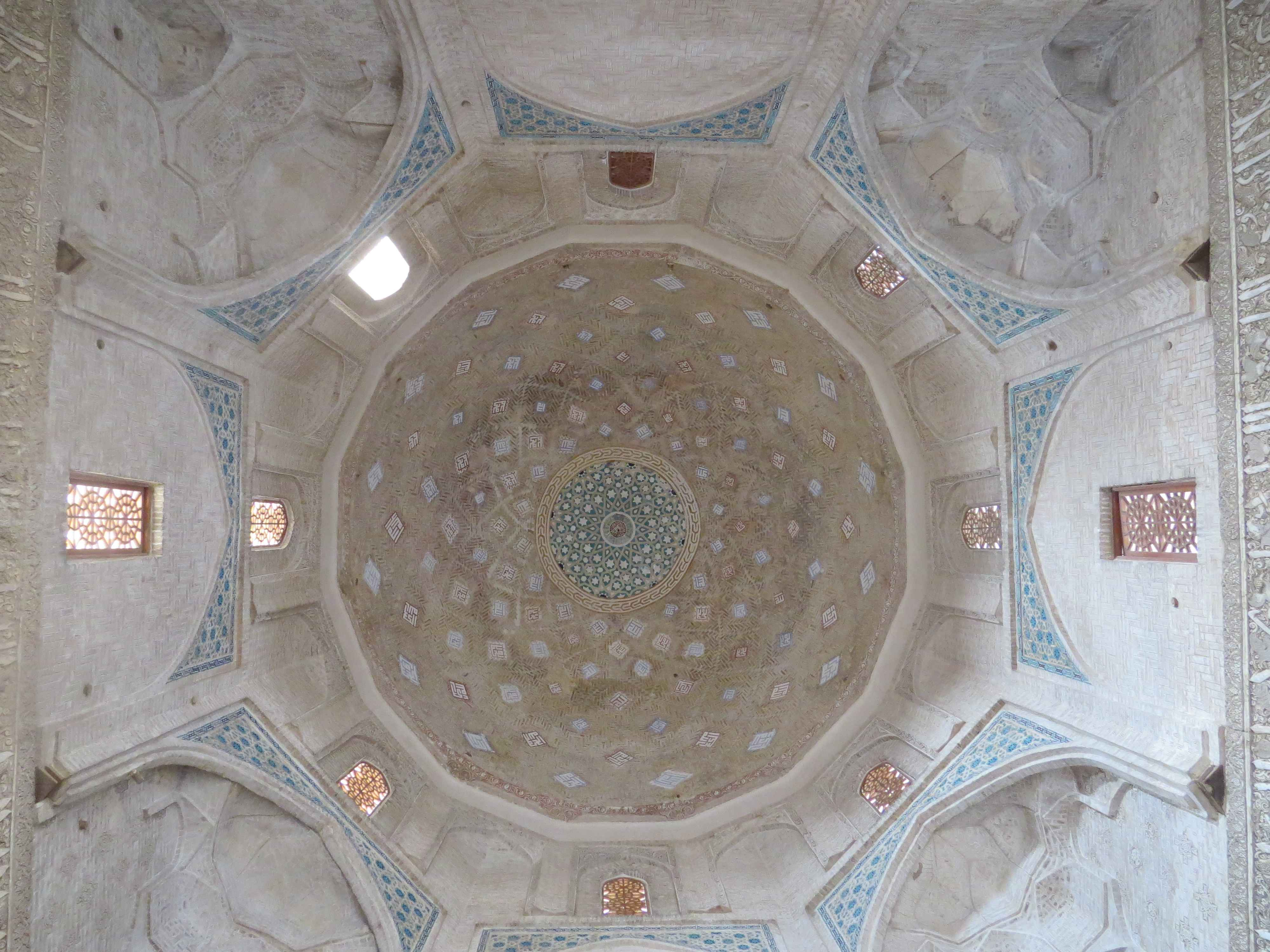
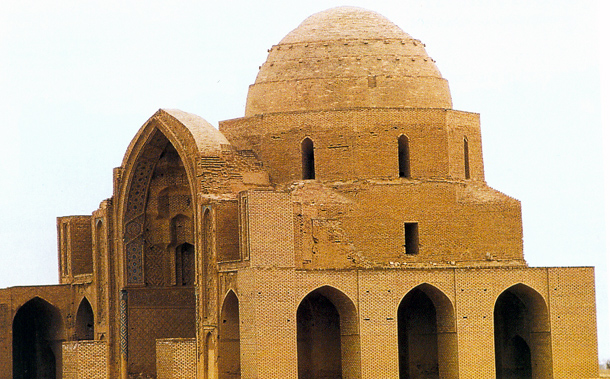
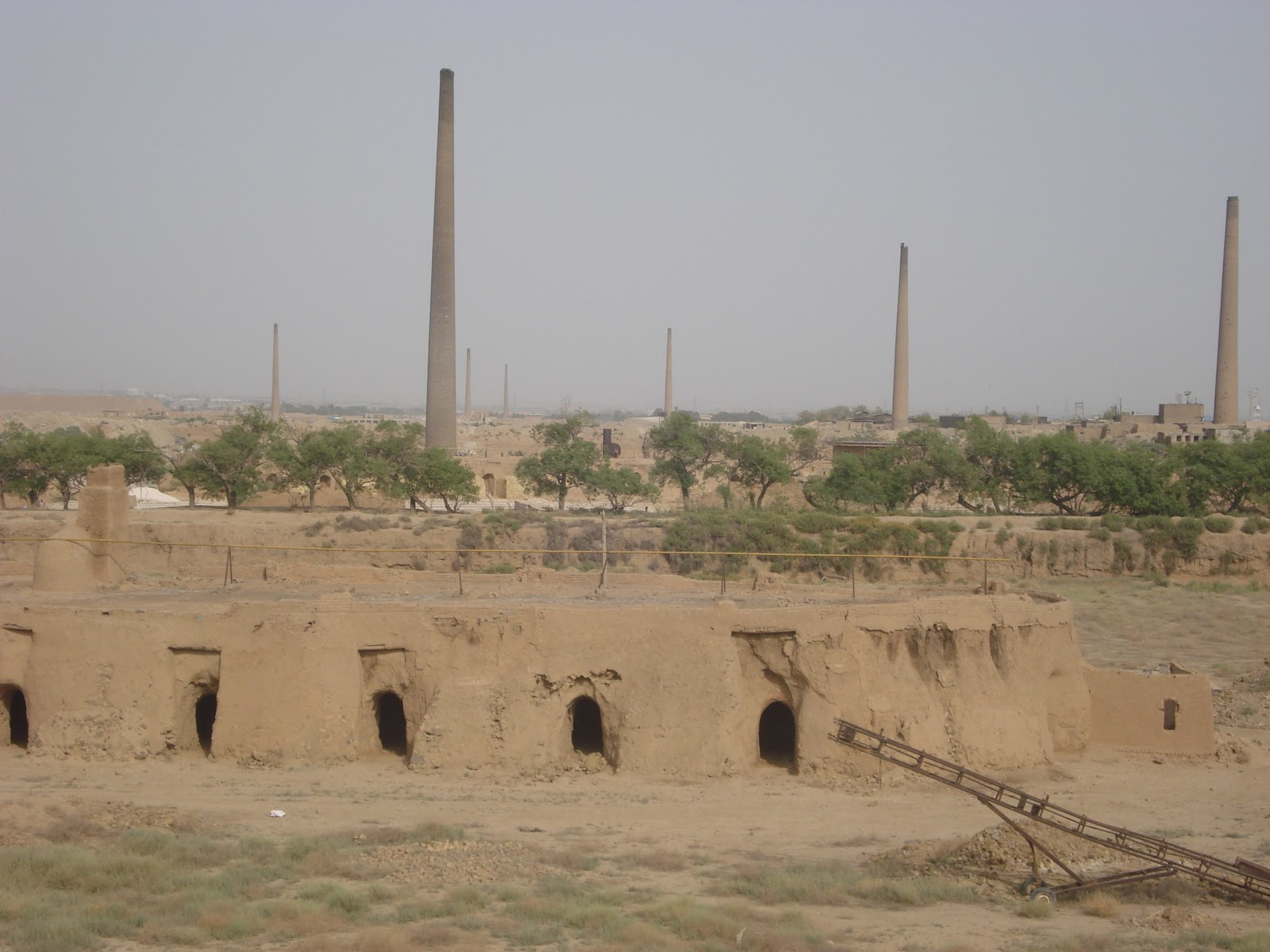

## Varámini szőnyegek

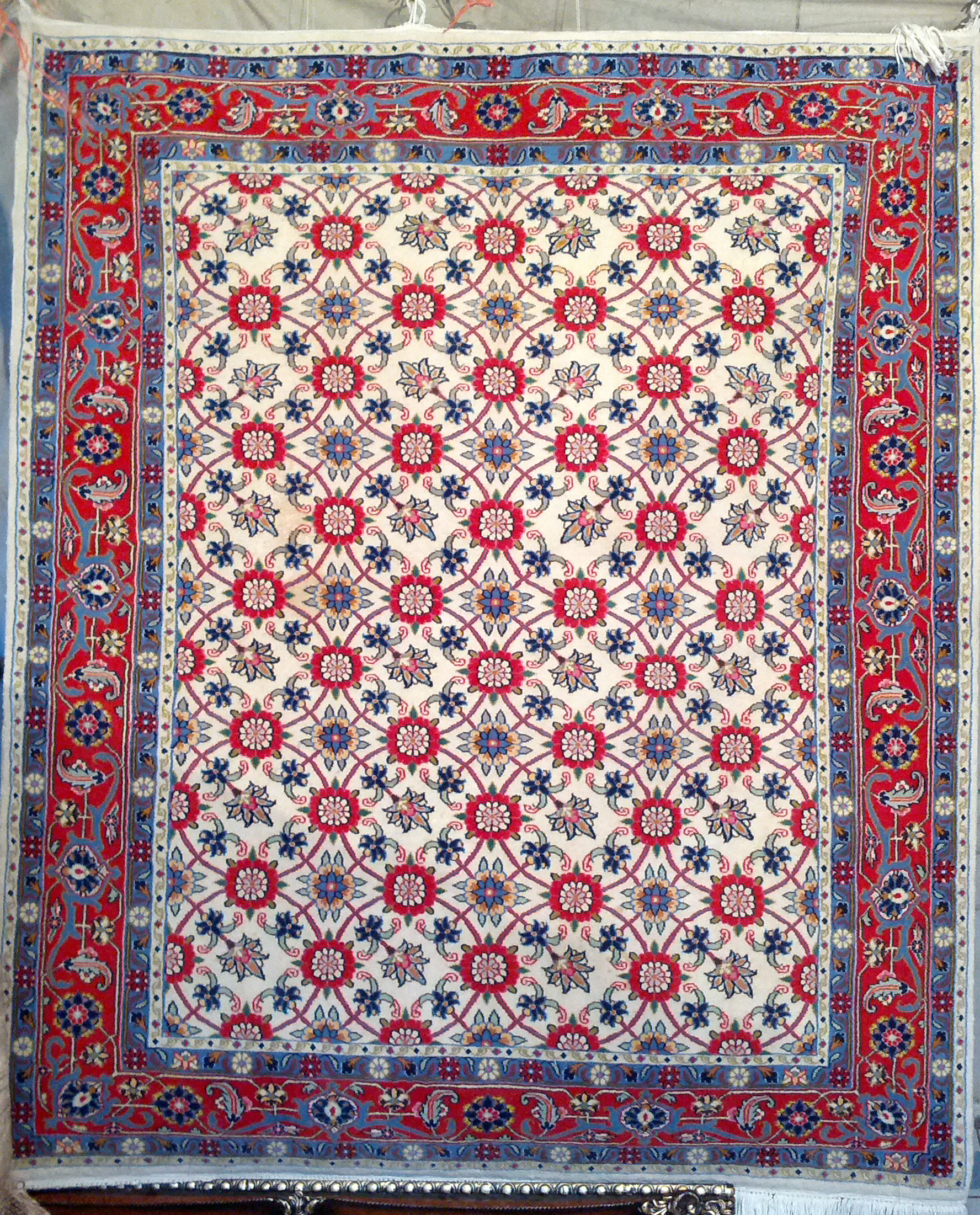
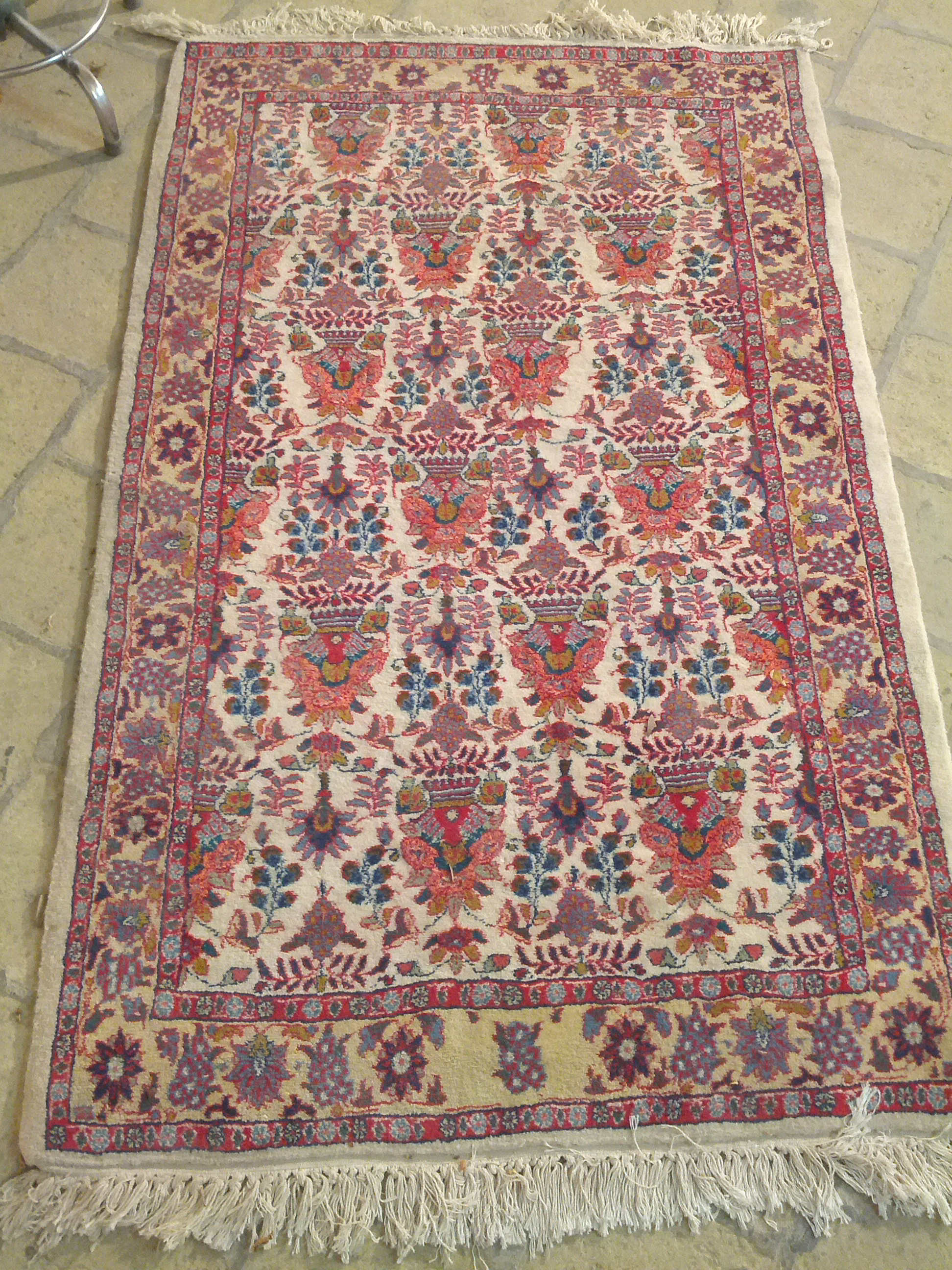
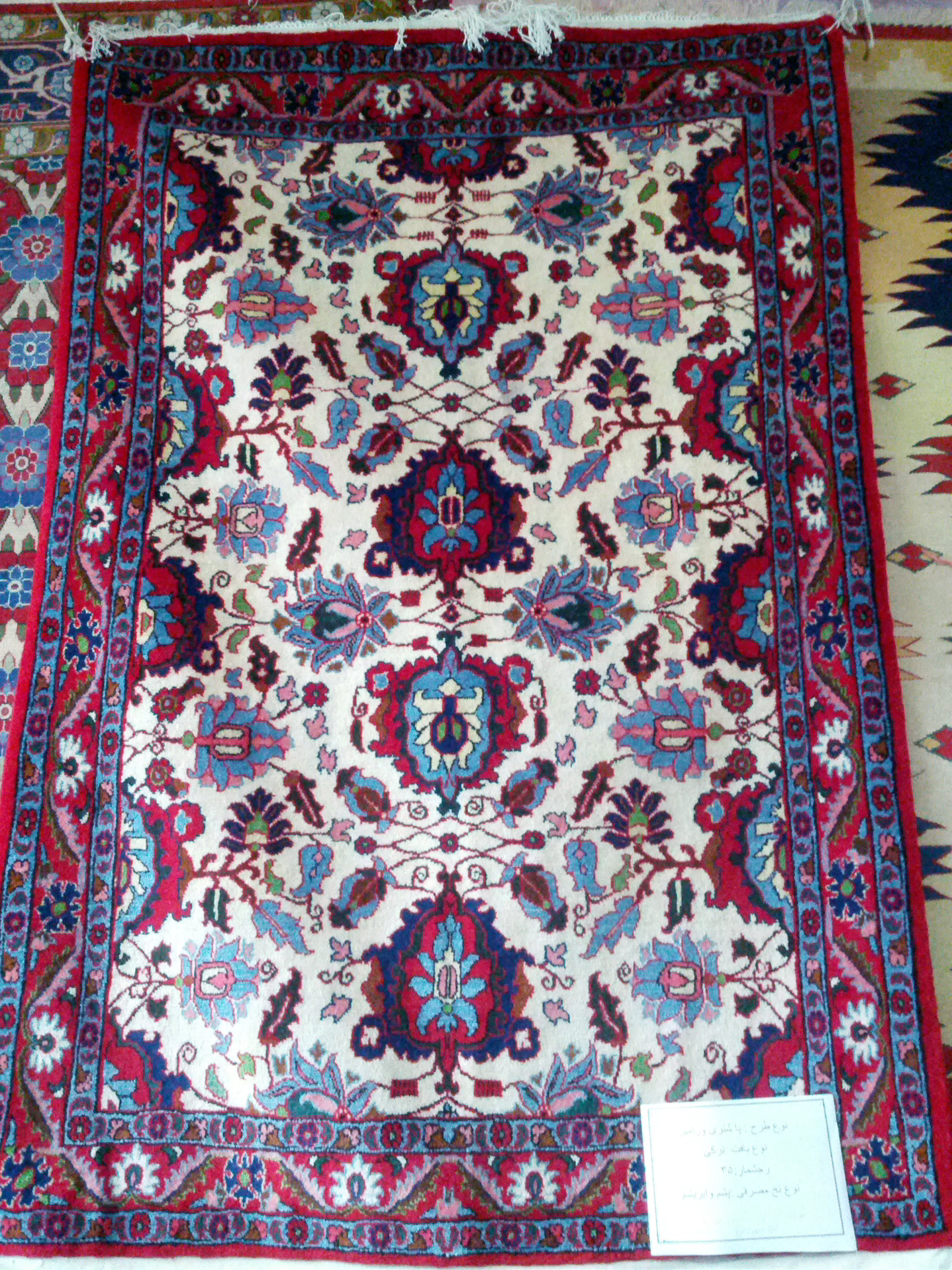
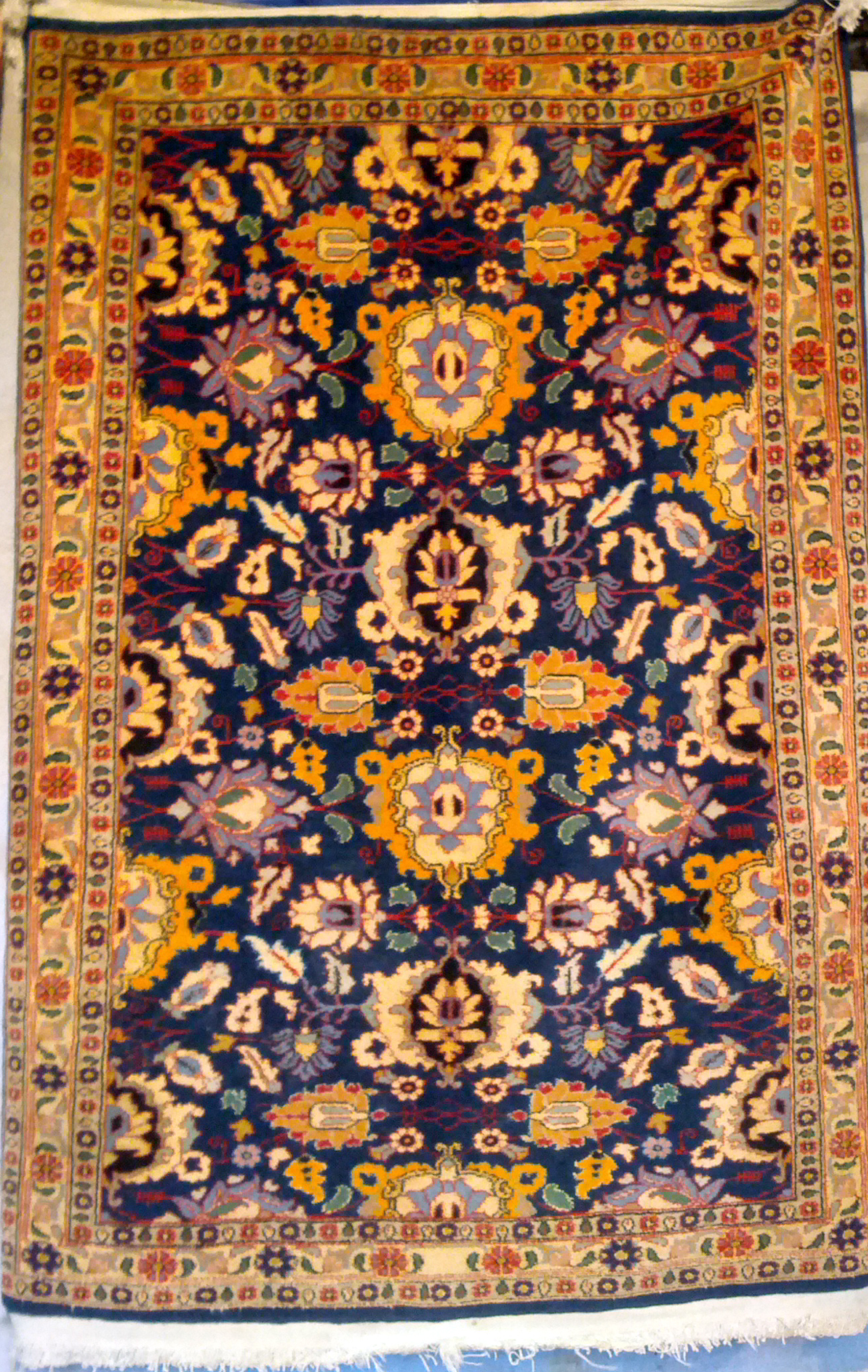
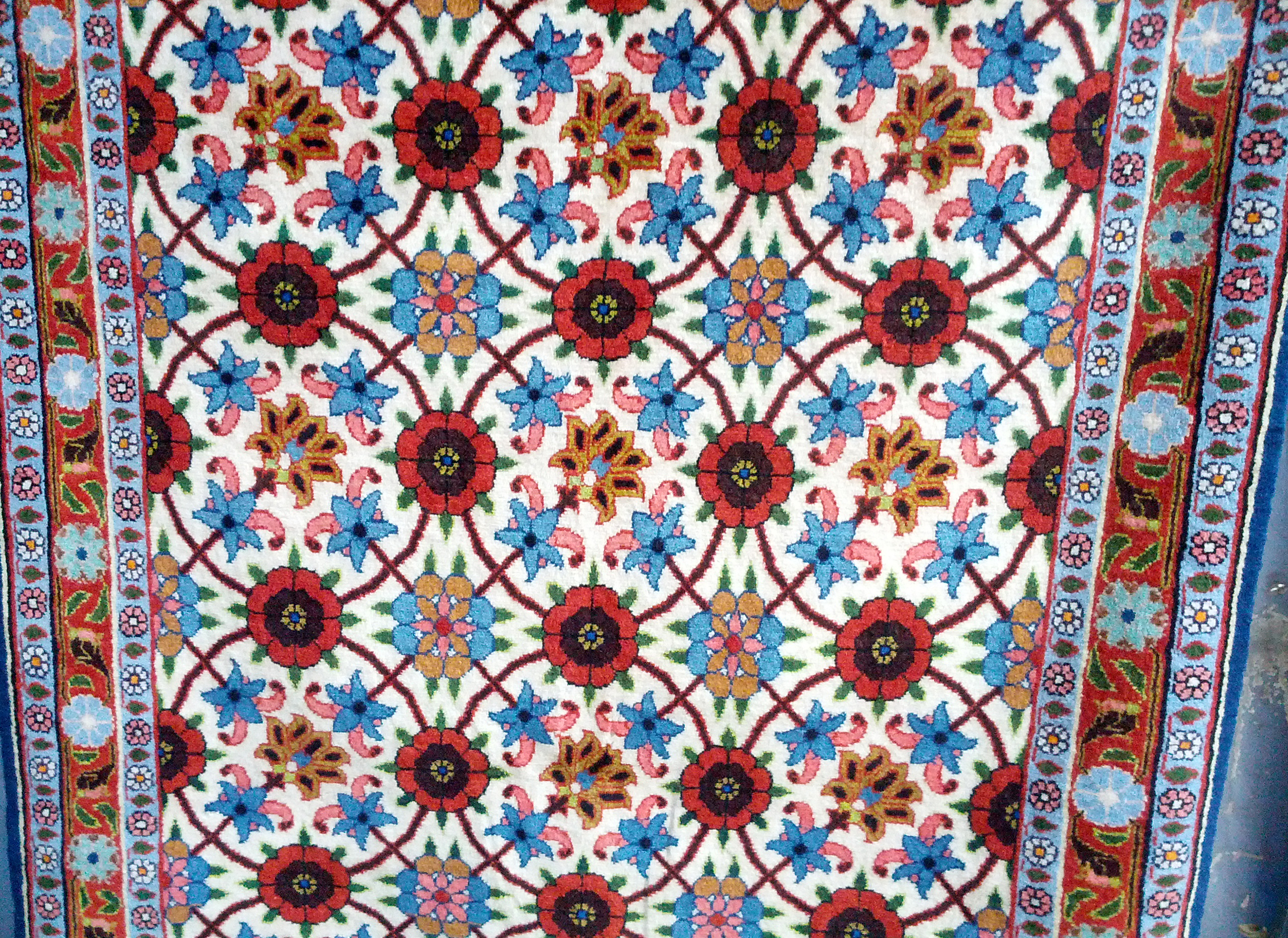
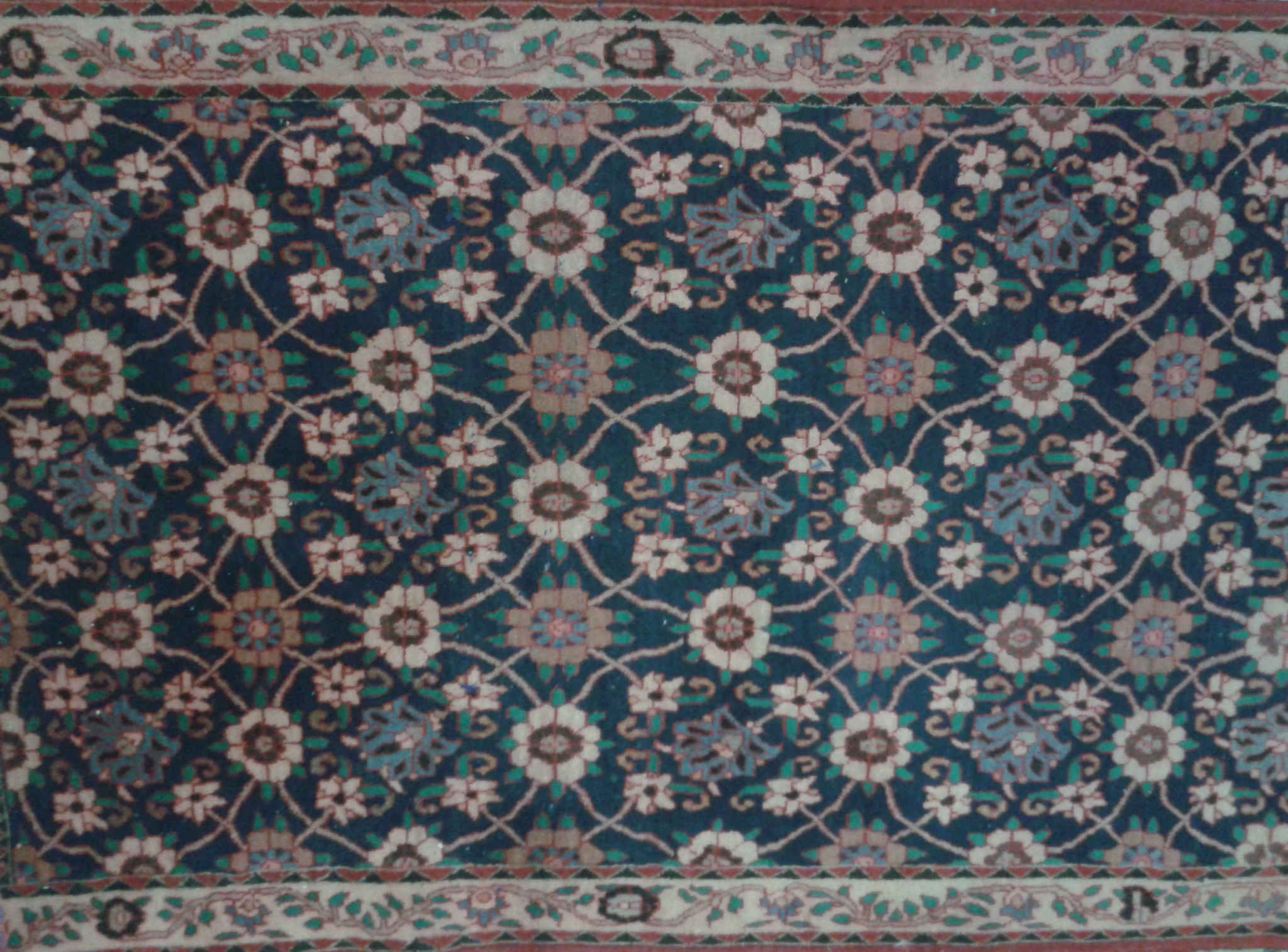